# آنا كارلسون
آنا كارلسون (بالسويدية: Anna Karlsson)‏ هي راكبة الكنو سويدية، ولدت في 12 مايو 1975 في كارلسكوغا في السويد.

## وصلات خارجية
- آنا كارلسون على موقع أوليمبيديا (الإنجليزية)
- آنا كارلسون على موقع اللجنة الأولمبية السويدية (السويدية)